# Djibloho
Djibloho, officiellement Cité administrative de Djibloho, est l'une des huit provinces de la Guinée équatoriale crée en 2017 spécialement en vue d'accueillir la future nouvelle capitale Ciudad de la Paz ("Ville de la paix"), censé remplacer Malabo.

## Organisation territoriale
Djibloho comprend deux districts urbains, Ciudad de la Paz et Mbere.
Depuis les élections parlementaires de 2017, Djibloho est représenté par un sénateur et un député.